# Niabina, Mauritania
Niabina este o comună din departamentul M'Bagne, Regiunea Brakna, Mauritania, cu o populație de 10.387 locuitori.